# Mory-Montcrux
Mory-Montcrux település Franciaországban, Oise megyében. Lakosainak száma 80 fő (2022. január 1.). Mory-Montcrux Ansauvillers, Chepoix, Gannes és La Hérelle községekkel határos.

## Népesség
A település népességének változása:
| Lakosok száma | 102  | 94   | 90   | 83   | 79   | 76   | 72   | 76   | 80   |
|               | 2013 | 2015 | 2016 | 2017 | 2018 | 2019 | 2020 | 2021 | 2022 |